# 斑鏢鱸
斑鏢鱸為輻鰭魚綱鱸形目鱸亞目河鱸科的其中一種，分布於美國俄亥俄河流域，體長可達9公分，棲息在流動快速、岩石底質的溪流，雄魚具有守護卵的習性。